# Unciola petalocera
Unciola petalocera är en kräftdjursart som först beskrevs av Georg Ossian Sars 1885.  Unciola petalocera ingår i släktet Unciola, och familjen Corophidae. Artens status i Sverige är: .